# Třebovice
Třebovice (en allemand : Triebitz) est une commune du district d'Ústí nad Orlicí dans la région de Pardubice en République tchèque. Sa population s'élevait à 813 habitants en 2024.

## Géographie
Třebovice est arrosée par la Třebovka et se trouve à 7 km au sud-est du centre de Česká Třebová, à 15 km au sud-est d'Ústí nad Orlicí, à 56 km à l'est-sud-est de Pardubice et à 150 km à l'est-sud-est de Prague.
La commune est limitée par Rybník au nord, par Damníkov et Anenská Studánka à l'est, par Opatov au sud et à l'ouest, et par Semanín à l'ouest.

## Histoire
La première mention écrite de la localité date de 1304.

## Transports
Par la route, Třebovice trouve à 6,5 km de Česká Třebová, à 14 km de Svitavy, à 17 km d'Ústí nad Orlicí, à 68 km de Pardubice et à 183 km de Prague. 